# Pianico
Pianico (lombardul: Piànech) település Olaszországban, Lombardia régióban, Bergamo megyében. Lakosainak száma 1434 fő (2023. január 1.). Pianico Castro, Sovere, Solto Collina és Lovere községekkel határos.

## Népesség
A település lakossága az elmúlt években az alábbi módon változott:
| Lakosok száma | 1463 | 1452 | 1434 |
|               | 2017 | 2018 | 2023 |